# Antoni Amirowicz
Antoni Marian Amirowicz (ur. 29 sierpnia 1904 w Krzeszowicach, zm. 9 listopada 1993 w Londynie) – piłkarz, napastnik i środkowy pomocnik, reprezentant Polski. Pochodził z rodziny ormiańskiej.
W reprezentacji narodowej zagrał jeden mecz: 10 czerwca 1924 w Warszawie w przegranym meczu z USA (2:3).
Jest pierwszym piłkarzem Legii, który zagrał w reprezentacji narodowej.